# Ephedra frustillata
Ephedra frustillata — вид голонасінних рослин класу гнетоподібних.

## Поширення, екологія
Країни проживання: Аргентина (Чубут, Неукен, Санта-Круз); Чилі (Мауле). Росте на висотах від рівня моря до 1900 м. Чагарник до 1 м заввишки. Росте в посушливих районах на піщаному ґрунті, піщаних дюнах або на скелях, на сонці.

## Використання
Стебла більшості членів цього роду містять алкалоїд ефедрин і відіграють важливу роль в лікуванні астми та багатьох інших скарг дихальної системи.

## Загрози та охорона
Немає серйозних загроз в даний час. Вид не дуже добре представлений в мережі охоронних територій. Знаходиться в десяти колекціях ботанічних садів.

## Галерея

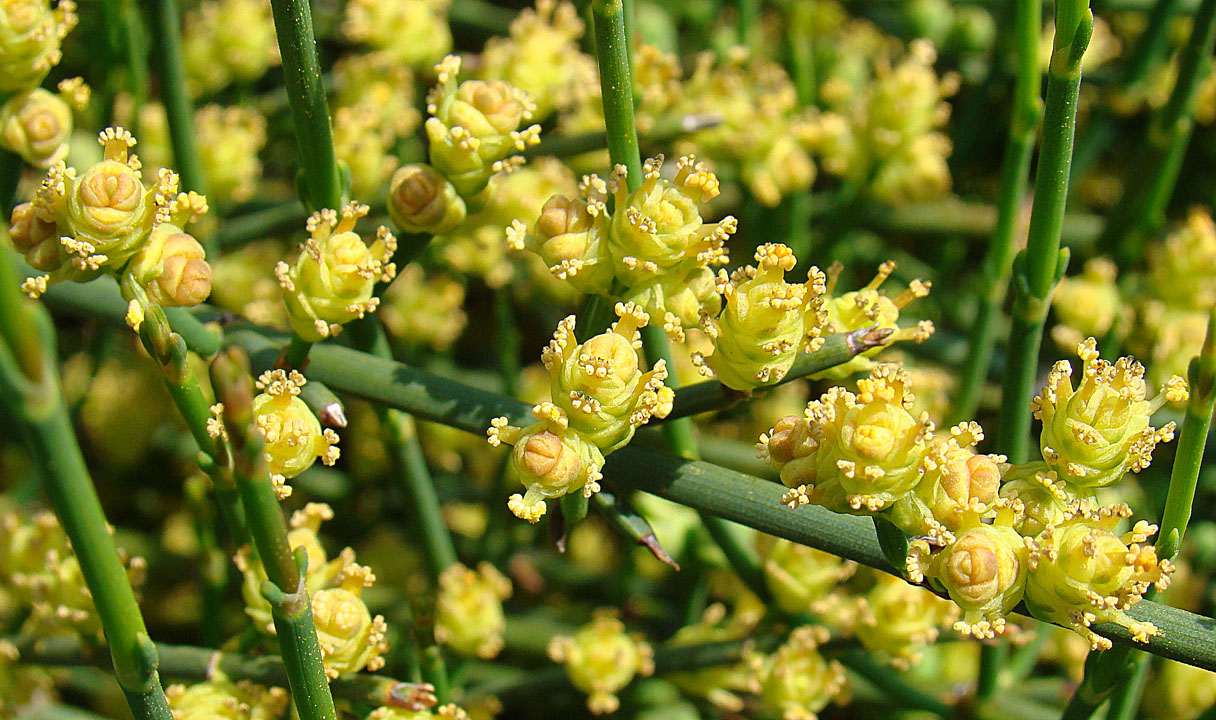
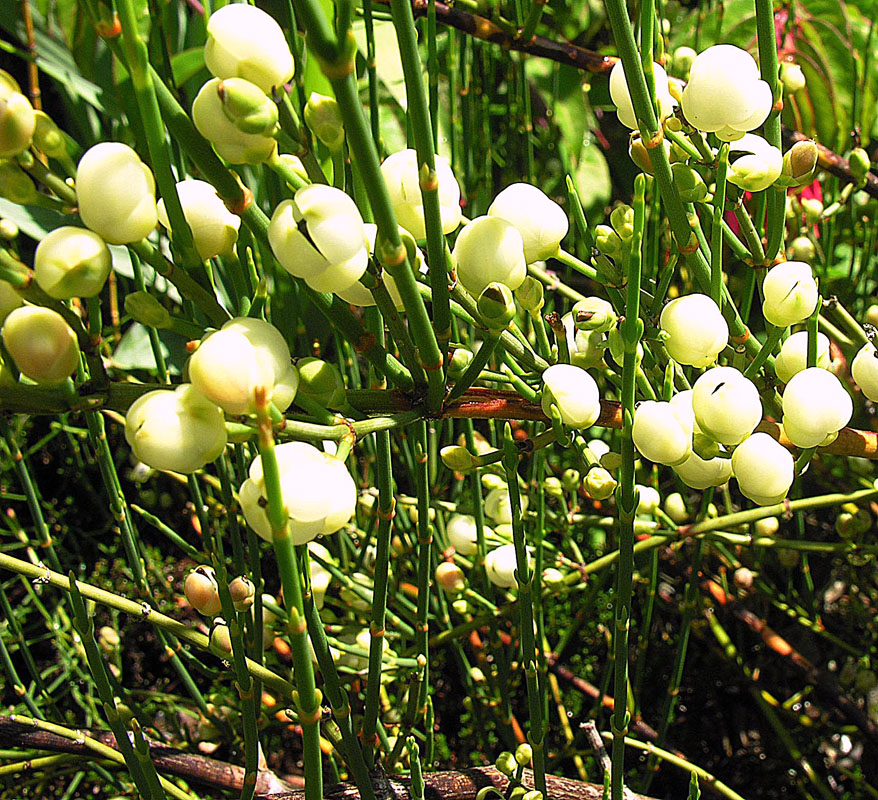